# Anima gemella
Nell'amore romantico, per anima gemella si intende una persona con la quale si ha un'affinità spirituale e sentimentale, talmente profonda da poter essere interpretata come segno del destino.

Paolo e Francesca (di Lajos Gulácsy, 1903)

Nel linguaggio comune, lo stesso concetto viene comunemente espresso facendo riferimento alla metafora della "mezza mela", per cui le due anime gemelle sono complementari come le due parti ottenute tagliando di netto una mela a metà.
Il concetto di "anima gemella" è in genere associato all'implicazione che esista un solo partner amoroso predestinato per ciascuna persona, e quindi è affine e correlato a quello di vero amore.

## IlSimposio
Una delle immagini classiche associate all'idea di "anima gemella" è quella riportata nel Simposio di Platone, in cui viene riportato ed elaborato il mito greco degli androgini. Secondo questo mito, all'origine dei tempi gli esseri umani non erano suddivisi per genere, e ciascuno di essi aveva quattro braccia, quattro gambe e due teste. Col tempo gli ermafroditi cominciarono ad essere insolenti nei confronti degli dei e questi, per punizione, li separarono in due parti con un fulmine, creando da ogni essere umano primordiale un uomo e una donna. Come conseguenza, ogni essere umano cerca di ritrovare la propria iniziale completezza cercando la propria metà perduta. Secondo il mito però, gli esseri umani erano una coppia che poteva essere formata sia da due uomini sia da due donne.
(Platone, Simposio, 190c-d; trad. it. Franco Ferrari)